# قلعة أوحلة
 قلعة أوحلة حصن تاريخي في إمارة الفجيرة في الإمارات العربية المتحدة. تقع قلعة أوحلة على بعد حوالي 30كم إلى الجنوب من مدينة الفجيرة وبالقرب من الحدود مع سلطنة عمان. تضم قرية أوحلة قلعة تاريخية هامة أخرى، تقف على الضفة اليمنى لمجرى وادي الحلو. ولقد كشفت الحفريات الأثرية التي أجرتها إدارة الآثار والتراث في الفجيرة  بالتعاون مع بعثة الآثار الأسترالية عام 1996 بأن القلعة الإسلامية قد بنيت فوق بقايا مبنى دفاعي محصن كبير، يعود تاريخة إلى فترة عصر الحديد في الألف الأول قبل الميلاد والذي تم اكتشافه بعد أن تمت ملاحظة جدران سميكة ومغايرة لجدران القلعة الإسلامية، بالإضافة لوجود مجموعة من القطع الفخارية المنتشرة على الأرض والتي تعود إلى القرن الثامن قبل الميلاد، ويبلغ طول الحصن القديم حوالي 100 متر بعرض 50 متر وسماكة جدران بحدود 2.4 متر ويعتبر من أكبر الحصون التي أكتشفت في شبه الجزير العربية في ذلك العصر، ويوحي شكل الحصن المعماري بأنه تم استيحاؤه من جدران المدن الآشورية( نينوي، نمرود وآسور) تأكيداً على علاقة المنطقة بالعراق القديم ويعتقد بأهمية هذه المنطقة اقتصادياً وأن الغرض من هذا الحصن كان حماية المستوطنات الزراعية

## تصميم قلعة أوحلة
تم بناء قلعة أوحلة منذ بضعة قرون في نفس مكان بناء الحصن إلى الأسباب نفسها التي تم اختيار مكان بناء الحصن بموجبها منذ ألفي عام تقريباً، وهي تشبه بقية قلاع المنطقة  في هندستها المعمارية وطريقة بنائها، تضم القلعة مدخل بوابة كبير بعرض متر وارتفاع مترين ونصف، ويتصل المدخل بقاعة مستطيلة الشكل مخصصة لاستقبال الزوار وتؤدي إلى فناء القلعة، الذي يحتوي بداخله على سلالم يمن عن طريها الصعود إلى سطح الغرفة. تحتوي القلعة على برج دائري الشكل وسطح، بارتفاع 11 متراً وقطر حوالي 9 أمتار حيث تم ردم الجزء الداخلي من البرج حتى ارتفاع أربعة أمتار لتوفير مصطبة صلبة تدعم صمود البرج. و يتكون الطابق الأرضي من صحن وغرفتين إحداهما تقع على يسار مدخل غرفة الزوار والأخرى على اليمين، كما يوجد بئر ماء في الجانب الشمالي الغربي، بالإضافة إلى سور يحيط بالقلعة بعرض مترين، وفي الخارج يوجد مجلس مستطيل ملحق بالقلعة جدرانه مزينة من الداخل. القلعة تم ترميمها مؤخرا بين عامي 2003 و2005، وقد تم ترميمها كلياً بالمواد ذاتها التي استخدمت في البناء من حجارة البازلت للمحافظة على عراقتها.
ويتقد أن تسمية أوحلة جائت من انتشار المناطق الوحلية في المنطقة والتي تسببها الأمطار الغزيرة في المنطقة، بحسب روايات أهل المنطقة.